# Халявин, Кирилл Леонидович
Кирилл Леонидович Халявин (род. 21 ноября 1990, Киров) — российский и испанский фигурист, выступавший в танцах на льду. Мастер спорта России международного класса.
С 2003 по 2016 годы катался в паре с Ксенией Монько. Они становились чемпионами мира среди юниоров (2011), серебряными призёрами Гран-при Японии (2014) и серебряными призёрами чемпионата России (2015). Впоследствии выступал за Испанию совместно с Сарой Уртадо, с которой был участником Олимпийских игр (2018), серебряным призёром Гран-при России (2018) и двукратным чемпионом Испании (2017, 2019). В 2022 году завершил соревновательную карьеру.

## Карьера

### Российский период
Ксения Монько и Кирилл Халявин начинали кататься в паре в Кирове у Ольги Николаевны Рябининой. В 2005 году, вместе с тренером и ещё тремя танцевальными дуэтами (Ольга Гмызина/Иван Лобанов, Мария Монько/Александр Борцов и Юлия Злобина/Алексей Ситников) переехали в Ростов-на-Дону, так как там были предложены лучшие условия для тренировок. На международном юниорском уровне пара начала участвовать в соревнованиях в 2006 году. В мае 2009 года переехали, опять вместе с Рябининой, в Москву и вошли в группу Елены Кустаровой и Светланы Алексеевой.
Первые заметные успехи пришли к ним в сезоне 2009—2010, когда они выиграли два этапа юниорского Гран-при, а затем победили в финале. Они были одними из главных претендентов на золото чемпионата мира среди юниоров 2010 года, но заняли лишь третье место, пропустив вперед другую российскую пару Елена Ильиных и Никита Кацалапов, а также канадцев Александру Пауль и Митчела Ислама.
В сезоне 2010—2011 совместно с тренерами приняли решение остаться в юниорах. Выиграли в этом сезоне все соревнования, в которых приняли участие, в том числе финал Гран-при среди юниоров и чемпионат мира среди юниоров.
В сезоне 2011—2012 перешли во «взрослые». Были заявлены на этапы Гран-при в США и Китае, однако в августе 2011 года Кирилл серьёзно заболел, и пара была вынуждена сняться с обоих турниров. Таким образом, их первым стартом в сезоне стал чемпионат России, где они заняли 5-е место. В феврале 2012 года перешли тренироваться в группу Александра Жулина и Олега Волкова. До послеолимпийского сезона у пары не складывалось.
Однако осенью 2014 года у пары начался прогресс. На канадском этапе Гран-при пара остановилась в шаге от подиума, а на заключительном этапе в Осаке (Япония) они превосходно откатали произвольную программу (улучшив свои прежние спортивные достижения) и впервые выиграли медаль (на этапе Гран-при) за второе место. Это позволило им стать первыми запасными на финальный турнир. Пара очень удачно выступила на российском чемпионате, оказавшись вторыми. По всей вероятности, пик формы прошёл к европейскому чемпионату в Швеции, где пара дебютировала. Они не лучшим образом исполнили короткий танец, а в произвольном не исправили ситуацию. 
На дебютном чемпионате мира в Шанхае после короткой программы пара шла на десятом месте, но в произвольной танцоры выступили со своим личным рекордом (в сумме также превзошли) и заняли итоговое восьмое место.
Новый сезон пара начала в Минске, где выиграла международный турнир. В конце октября фигуристы выступали в Канаде в серии Гран-при на турнире Skate Canada. Их выступление  было не совсем удачным, они финишировали лишь пятыми. Далее последовала травма, после которой Ксения завершила спортивную карьеру фигуриста и перешла в тренеры. Кирилл занялся поиском партнёрши.

### Выступления за Испанию
В это время в Испании распалась ведущая пара, и весной 2016 года Халявин встал в пару с Сарой Уртадо. Спортсмены приняли решение выступать за Испанию, при том, что они тренируются в Москве. В сентябре российская федерация разрешила Кириллу выступать за Испанию. Дебютировала новая испанская пара в декабре в Будапеште, где в сложной борьбе фигуристы заняли первое место и квалифицировались на континентальный чемпионат. Через две недели в Вьелье на национальном чемпионате Сара и Кирилл уверенно стали чемпионами. В начале января 2017 года испанская пара выступала в Польше на Кубке Нестле Несквик, фигуристы в сложной борьбе сумели занять второе место и получили техминимум на мировой чемпионат, при этом спортсмены улучшили свои прежние достижения в короткой программе. В конце января испанские спортсмены выступали в Остраве на европейском чемпионате, где они в упорной борьбе заняли место рядом с дюжиной ведущих танцоров континента. На мировой чемпионат испанская федерация отправила другую пару.
Олимпийский сезон испанская пара начала в начале октября в Эспоо, на Трофее Финляндии, где они финишировали в середине десятке. В начале декабря последовало выступление на Золотом коньке Загреба, которое было для пары более удачным; они финишировала рядом с пьедесталом. При этом партнёр превзошёл своё прежнее достижение в коротком танце и сумме. Далее последовал национальный чемпионат, где они в упорной борьбе уступили первое место. Однако на европейский чемпионат федерация приняла решение отправить их. В середине января пара выступила на континентальном чемпионате в Москве, где они вновь сумели финишировать в первой десятке и завоевали для испанцев право на следующий год заявить две пары. Также спортсменам удалось улучшить своё прежнее достижение в сумме, а партнёру ещё и в произвольном танце. На Олимпийские игры было решено отправить опять эту пару. В середине февраля в Канныне на личном турнире Олимпийских игр испанские танцоры вновь улучшили свои прежние достижения в сумме, а также произвольном танце и сумели финишировать в дюжине лучших танцоров.
На фоне российского вторжения в Украину, Халявин вместе с женой, Ксенией Монько, и сыном переехал из Москвы в Мадрид. Вскоре после переезда в Испанию он завершил соревновательную карьеру.

## Программы
| Сезон     | Оригинальный/Короткий танец                                | Произвольный танец                                  |
| --------- | ---------------------------------------------------------- | --------------------------------------------------- |
| 2013—2014 | Квикстеп Big Bad Voodoo Daddy Фокстрот: LOVE Nat King Cole | Selection Рене Обри Selection Гаэтано Доницетти     |
| 2012—2013 | Вальс: Sous le ciel de Paris Ив Монтан Полька              | Фламенко                                            |
| 2011—2012 |                                                            | Танго                                               |
| 2010—2011 | Вальс: Padam… Padam… Padam… Эдит Пиаф                      | Саундтрек к фильму «Фрида» Эллиот Голденталь        |
| 2009—2010 | Украинский народный танец                                  | Блюз в исполнении Джеймса Брауна и Лучано Паваротти |

## Спортивные достижения

### За Испанию
(с С. Уртадо)
| Соревнования/Сезон            | 2016—2017 | 2017—2018 |
| ----------------------------- | --------- | --------- |
| Олимпийские игры              |           | 12        |
| Чемпионат Европы              | 13        | 8         |
| Finlandia Trophy              |           | 6         |
| Все звёзды (Минск)            |           | WD        |
| Золотой конёк Загреба         |           | 4         |
| Новогодний турнир в Будапеште | 1         |           |
| Кубок Нестли Несквик          | 2         |           |
| Чемпионаты Испании            | 1         | 2         |

- WD — пара снялась с соревнований.

### Результаты после 2011 года
(с К. Монько)
| Соревнования/Сезон                   | 2011—2012 | 2012—2013 | 2013—2014 | 2014—2015 | 2015—2016 |
| ------------------------------------ | --------- | --------- | --------- | --------- | --------- |
| Чемпионаты мира                      |           |           |           | 8         |           |
| Чемпионаты Европы                    |           |           |           | 10        |           |
| Командные чемпионаты мира            |           | 4/3       |           |           |           |
| Этапы Гран-При:Skate Canada          |           |           |           | 4         | 5         |
| Этапы Гран-при: NHK Trophy           |           |           |           | 2         |           |
| Этапы Гран-при: Trophee Eric Bompard |           |           | 6         |           |           |
| Этапы Гран-при: Rostelecom Cup       |           | 6         | 5         |           | WD        |
| Международный кубок Ниццы            |           | 1         | 3         |           |           |
| Nebelhorn Trophy                     |           | 4         | 2         |           |           |
| Международный турнир в Беларуси      |           |           |           | 1         | 1         |
| Чемпионаты России                    | 5         | 4         | 5         | 2         |           |
| Зимние Универсиады                   |           |           | 6         |           |           |

- WD — Фигуристка снялась с соревнований.

### Результаты до 2011 года

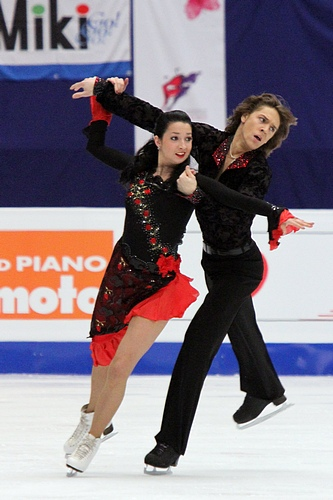
К. Монько и У. Халявин на финале Гран-при среди юниоров 2010-2011

(с К. Монько)
| Соревнования/Сезон                        | 2006—2007 | 2007—2008 | 2008—2009 | 2009—2010 | 2010—2011 |
| ----------------------------------------- | --------- | --------- | --------- | --------- | --------- |
| Чемпионаты мира среди юниоров             |           |           |           | 3         | 1         |
| Чемпионаты России среди юниоров           | 8         | 4         | 5         | 1         | 1         |
| Финалы юниорского Гран-при                |           |           |           | 1         | 1         |
| Этапы юниорского Гран-при, Великобритания |           |           |           |           | 1         |
| Этапы юниорского Гран-при, Турция         |           |           |           | 1         |           |
| Этапы юниорского Гран-при, Беларусь       |           |           |           | 1         |           |
| Этапы юниорского Гран-при, Чехия          |           |           | 5         |           |           |
| Этапы юниорского Гран-при, ЮАР            |           |           | 3         |           |           |
| Этапы юниорского Гран-при, Хорватия       |           | 3         |           |           |           |
| Этапы юниорского Гран-при, Румыния        |           | 3         |           |           | 1         |
| Этапы юниорского Гран-при, Норвегия       | 11        |           |           |           |           |

## Личная жизнь
В начале лета 2017 года Кирилл сыграл свадьбу со своей бывшей партнёршей Ксенией Монько.